# Oswald Morris
Pour les articles homonymes, voir Morris.
Oswald Morris, né le 22 novembre 1915 à Ruislip (ancien Middlesex, Angleterre) et mort dans le Dorset le 17 mars 2014, est un directeur de la photographie anglais.
Membre de la BSC, il en est le président de 1960 à 1962.

## Biographie
Oswald Morris se forme dans son pays natal, comme "clap-boy", puis premier ou deuxième assistant opérateur et cadreur, d'abord aux Fountain Studios de Wembley dans les années 1930, puis après la Seconde Guerre mondiale (durant laquelle il sert à la Royal Air Force) aux Studios Pinewood. Il devient chef opérateur sur le tournage de Golden Salamander (1950) et achève sa carrière (qu'il partage entre le Royaume-Uni et les États-Unis) en 1982 avec Dark Crystal. En particulier, il sera directeur de la photographie de John Huston sur huit films. Et mentionnons sa contribution à un film français en 1954, Monsieur Ripois.
Outre plusieurs nominations à l'Oscar de la meilleure photographie, il en gagne un pour Un violon sur le toit (1971).

## Filmographie partielle
Comme directeur de la photographie, sauf mention contraire
- 1948 : Oliver Twist de David Lean (cadreur)
- 1948 : Jusqu'à ce que mort s'ensuive (Blanche Fury) de Marc Allégret (cadreur)
- 1950 : La Salamandre d'or (Golden Salamander) de Ronald Neame
- 1951 : L'enquête est close (Circle of Danger) de Jacques Tourneur
- 1952 : L'Île du désir (Saturday Island ou Island of Desire) de Stuart Heisler (codirecteur de la photographie, avec Arthur Ibbetson)
- 1952 : Moulin Rouge de John Huston
- 1953 : Plus fort que le diable (Beat the Devil) de John Huston
- 1954 : Monsieur Ripois de René Clément
- 1954 : Le Beau Brummel (Beau Brummel) de Curtis Bernhardt
- 1956 : L'Homme qui n'a jamais existé de Ronald Neame
- 1956 : Moby Dick de John Huston (codirecteur de la photographie, avec Freddie Francis)
- 1957 : L'Adieu aux armes (Farewell to Arms) de Charles Vidor (codirecteur de la photographie, avec Piero Portalupi)
- 1957 : Dieu seul le sait (Heaven knows, Mr. Allison) de John Huston
- 1958 : Les Corps sauvages (Look back in Anger) de Tony Richardson
- 1958 : La Clé (The Key) de Carol Reed
- 1958 : Les Racines du ciel (The Roots of Heaven) de John Huston
- 1959 : Notre agent à La Havane (Our Man in Havana) de Carol Reed
- 1960 : Le Cabotin (The Entertainer) de Tony Richardson
- 1961 : Les Canons de Navarone (Guns of Navarone) de J. Lee Thompson
- 1962 : Lolita de Stanley Kubrick
- 1962 : Une histoire de Chine (Satan never sleeps) de Leo McCarey
- 1962 : Le Verdict (Term of Trial) de Peter Glenville
- 1964 : Le Mangeur de citrouilles (The Pumpkin Eater) de Jack Clayton
- 1963 : Les Filles de l'air (Come Fly with Me) de Henry Levin
- 1964 : L'Ange pervers (Of Human Bondage) de Ken Hughes
- 1965 : La Bataille de la villa Fiorita (The Battle of the villa Fiorita) de Delmer Daves
- 1965 : La Colline des hommes perdus (The Hill) de Sidney Lumet
- 1965 : L'Espion qui venait du froid (The Spy who came in from the Cold) de Martin Ritt
- 1965 : Les Chemins de la puissance de Ted Kotcheff
- 1967 : La Mégère apprivoisée (The Taming of the Shrew) de Franco Zeffirelli
- 1967 : Reflets dans un œil d'or (Reflections in a Golden Eye) de John Huston (codirecteur de la photographie, non crédité, avec Aldo Tonti)
- 1968 : La Grande Catherine (Great Catherine) de Gordon Flemyng
- 1968 : Oliver ! de Carol Reed
- 1969 : Goodbye, Mr. Chips d'Herbert Ross
- 1970 : Scrooge de Ronald Neame
- 1971 : Un violon sur le toit (A Fiddler on the Roof) de Norman Jewison
- 1972 : Le Limier (Sleuth) de Joseph L. Mankiewicz
- 1973 : Le Piège (The MacKintosh Man) de John Huston
- 1974 : Le Dossier Odessa (The ODESSA File) de Ronald Neame
- 1974 : Dracula et ses femmes vampires (Dracula) de Dan Curtis
- 1974 : L'Homme au pistolet d'or (The Man with the Golden Gun) de Guy Hamilton (codirecteur de la photographie, avec Ted Moore)
- 1975 : L'Homme qui voulut être roi (The Man who would be King) de John Huston
- 1976 : Sherlock Holmes attaque l'Orient-Express (The Seven-per-cent Solution) de Herbert Ross
- 1977 : Equus de Sidney Lumet
- 1978 : The Wiz de Sidney Lumet
- 1980 : Just Tell Me What You Want de Sidney Lumet
- 1981 : La Grande Aventure des Muppets (The Great Muppet Caper) de Jim Henson
- 1982 : Dark Crystal (The Dark Crystal) de Jim Henson et Frank Oz

## Récompense
- 1972 : Oscar de la meilleure photographie pour Un violon sur le toit.